# Larry Page

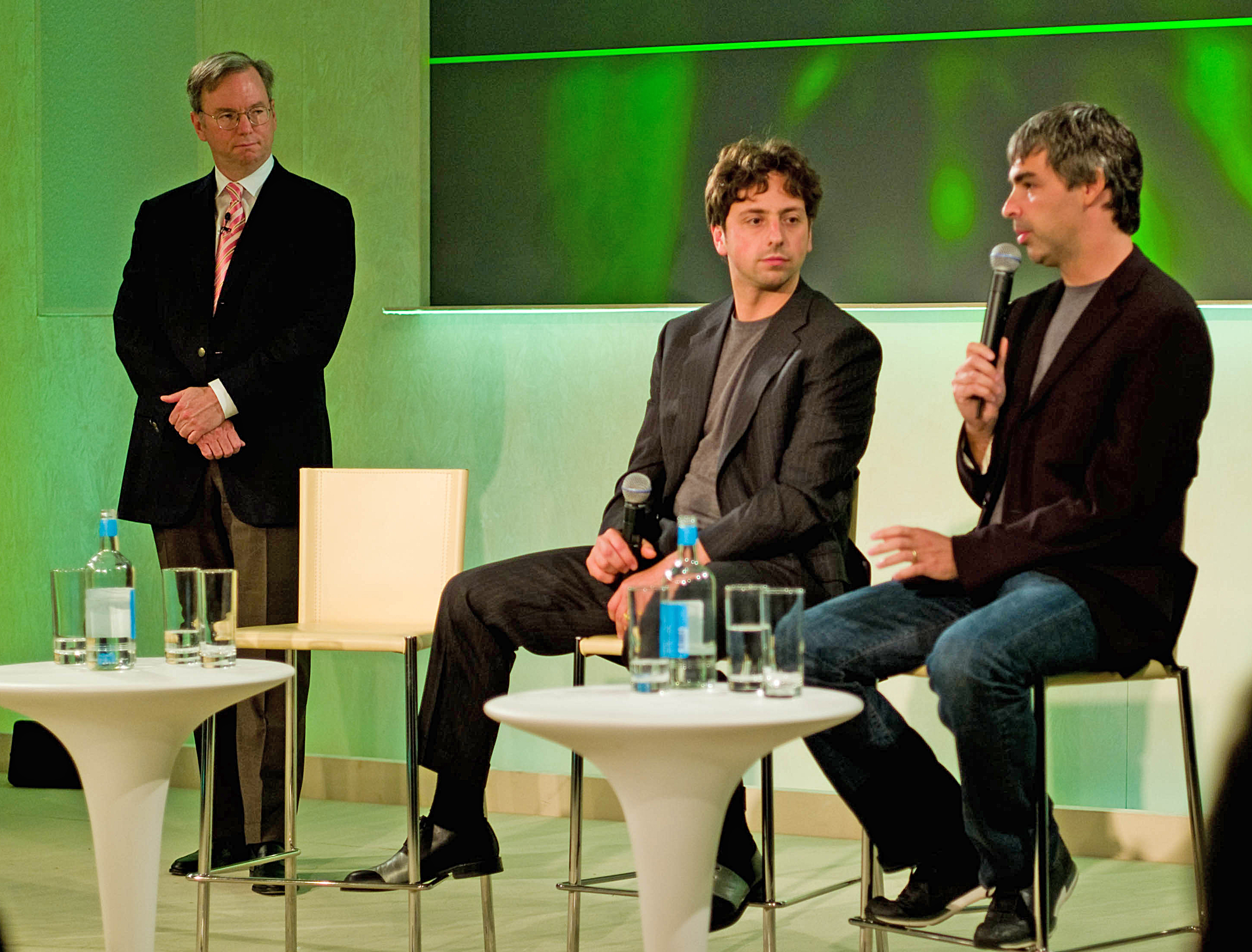
Eric Schmidt (l), Sergey Brin (m), Larry Page (r)

Lawrence Edward Page, beter bekend als Larry Page (Lansing (Michigan), 26 maart 1973), is een van de oprichters van Google Inc., een bedrijf dat startte met een zoekmachine op internet. Met een vermogen van 155,2 miljard dollar (2025) behoort hij tot de 15 rijkste mensen ter wereld.
Larry Page is een zoon van Carl Vincent Page, een informaticaprofessor aan de Michigan State University, en Gloria Page. Zijn moeder is joods, maar hij werd seculier opgevoed.
Larry Page behaalde aan de Universiteit van Michigan zijn bachelortitel en vervolgens zijn master aan de Stanford-universiteit. In zijn studietijd heeft hij een werkende inkjetprinter gebouwd bestaande uit LEGO-blokken.
Na zijn mastertitel behaald te hebben is hij in Stanford begonnen als promovendus. Tijdens zijn promotie ontwikkelde hij samen met Sergey Brin de Google-zoekmachine. Tot 2001 was Page mede-directeur van Google.
Op 4 april 2011 keerde Page terug bij Google Inc. toen hij als Chief Executive Officer (CEO) Eric Schmidt verving.
Op 3 december 2019 maakten Page en Brin bekend dat zij zich terugtrokken uit het bestuur van Alphabet Inc. Page was daar CEO en Brin had de functie van president. Voor Google Inc., het meest belangrijke onderdeel van Alphabet, had dit weinig effect want bestuursvoorzitter Sundar Pichai nam al sinds medio 2015 de belangrijkste besluiten bij Google. Hij werd vervolgens bestuursvoorzitter van Alphabet. Page en Brin blijven lid van de raad van commissarissen van Alphabet. Het oprichtersduo heeft de meerderheid van het stemrecht in handen.